# Bondeno (Gonzaga)

## Storia
Bondeno è una frazione del comune di Gonzaga, in provincia di Mantova.
L'antico Bondeno degli Arduini faceva parte di vastissimi possedimenti della contessa Matilde di Canossa.
Nel 1215 il territorio circostante Bondeno e l'abitato di Gonzaga fu assediato invano dai reggiani e dai loro alleati cremonesi. Cinque anni dopo il comune di Reggio tenta di nuovo la conquista di Gonzaga ma i mantovani chiamano in loro aiuto i modenesi che accorrono a presidiare il castello di Bondeno. La guerra termina nel 1225 con il seguente accordo: Gonzaga ai mantovani, Bondeno ai reggiani e giurisdizione comune su Pegognaga.
Il paese è stato duramente colpito dalle scosse del terremoto dell'Emilia del 2012, con il crollo di parte della chiesa  parrocchiale di San Tommaso Apostolo, del XVIII secolo.
Questa località non va confusa con Bondeno di Roncore, a pochi passi dal centro storico di Bondeno, dove era solita passare le vacanze estive Matilde di Canossa, che qui morì il 24 luglio 1115.

## Festività
Durante la fine di settembre e l'inizio di ottobre, si svolge la tradizionale Festa dell'Uva.